# Obolella
Obolella is een geslacht van uitgestorven brachiopoden, dat ontstond in het Vroeg-Cambrium.

## Beschrijving
Deze vijf millimeter lange brachiopode bezit gelijkvormige, bijna ronde kleppen, die getooid zijn met fijne concentrische groeistrepen.